# Cerezo de Arriba
Cerezo de Arriba település Spanyolországban, Segovia tartományban. Cerezo de Arriba Santo Tomé del Puerto, Cerezo de Abajo, Sotillo, Castillejo de Mesleón, Riaza, Riofrío de Riaza és El Cardoso de la Sierra községekkel határos. Lakosainak száma 134 fő (2024).

## Népesség
A település népessége az elmúlt években az alábbi módon változott:
| Lakosok száma | 196  | 185  | 208  | 198  | 190  | 161  | 136  | 136  | 135  | 134  |
|               | 2001 | 2004 | 2007 | 2009 | 2012 | 2014 | 2017 | 2019 | 2022 | 2024 |